# Mateusz Bartel
Mateusz Bartel (ur. 3 stycznia 1985 w Warszawie) – polski szachista, arcymistrz od 2005 roku, komentator szachowy.

## Kariera szachowa

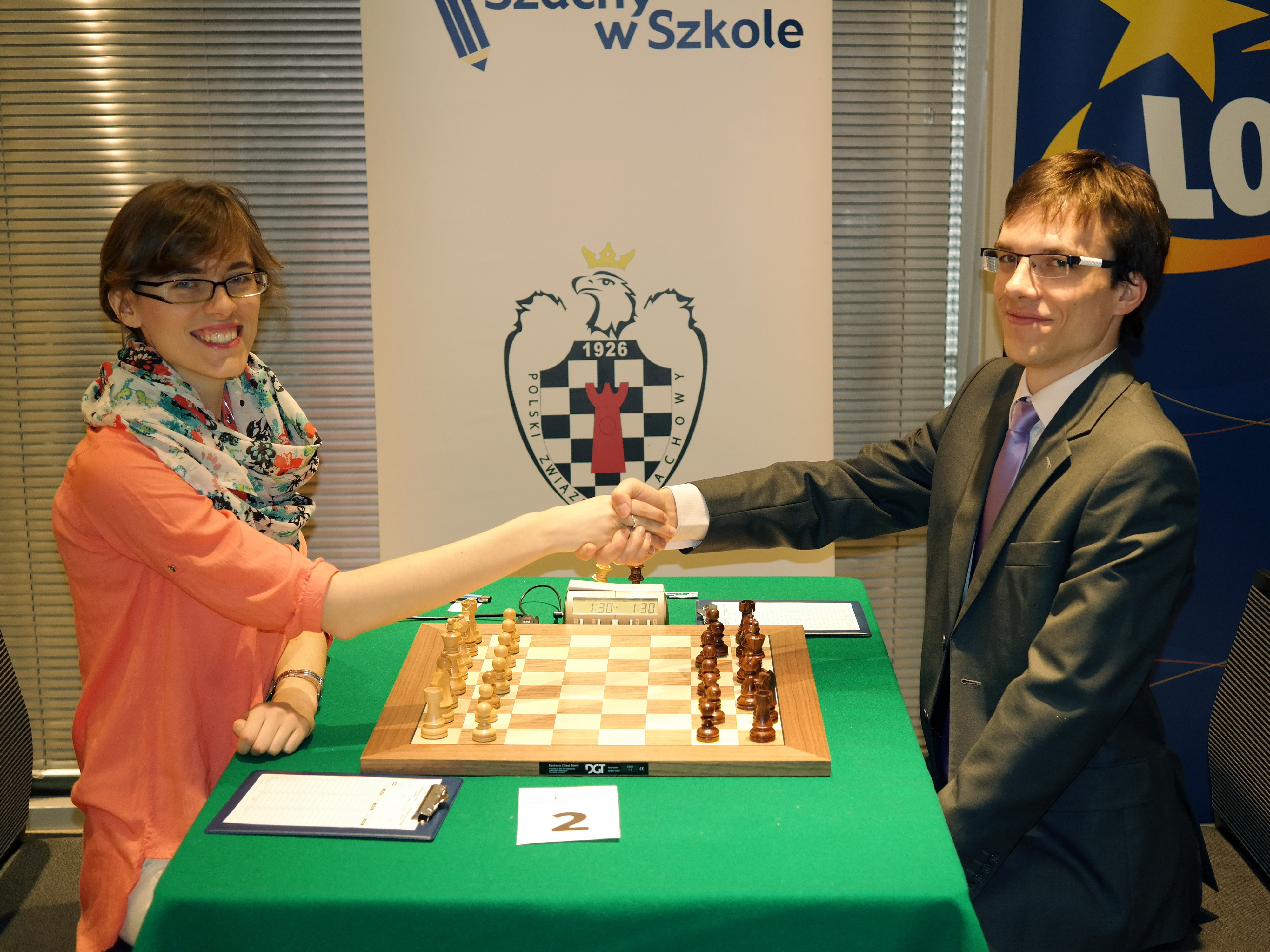
Wraz z żoną Martą, Warszawa 2014

Trzykrotnie zdobywał tytuł mistrza Polski juniorów: w 1995 r. w kategorii do 10 lat, w 1997 – do 12 lat oraz w 2002 r. – do 18 lat. W latach 2002 i 2003 został kolejno wicemistrzem i mistrzem Europy juniorów do 18 lat. W 2001 r. zadebiutował w finale mistrzostw Polski seniorów. W 2006 r. został mistrzem Polski, wyprzedzając Bartosza Soćko i Radosława Wojtaszka. W 2007 r. zdobył drugi medal mistrzostw kraju seniorów, zajmując w Opolu III miejsce, natomiast w 2010 r. w Warszawie – drugi tytuł indywidualnego mistrza Polski. W 2011 r. obronił w Warszawie tytuł mistrza Polski, zdobywając trzeci w karierze złoty medal. W 2012 r., po raz trzeci z rzędu – ponownie w Warszawie – zdobył czwarty tytuł mistrza Polski mężczyzn, natomiast w kolejnych mistrzostwach (Chorzów 2013) zdobył medal brązowy.
Pierwszy wynik arcymistrzowski uzyskał w 2003 r. na turnieju Aerofłot Open w Moskwie. W tym samym roku zdobył w Balatonlelle srebrny medal drużynowych mistrzostw Europy juniorów do lat 18. W lutym 2004 r. zajął piąte miejsce w silnie obsadzonym turnieju szwajcarskim HIT Open w Słowenii oraz uczestniczył w mistrzostwach świata FIDE w Trypolisie. W pierwszej rundzie tych mistrzostw, rozgrywanych systemem pucharowym, został wyeliminowany przez Tejmura Radżabowa. W styczniu 2005 r. zwyciężył (wraz z Wiktorem Michalewskim) w turnieju otwartym Drammen International w Norwegii, zaś w kwietniu tego roku zajął II miejsce (za Zoltanem Gyimesi) w I mistrzostwach Unii Europejskiej w Cork. W 2007 r. zwyciężył w turniejach open w Gironie oraz na Wyspie Man (wspólnie z Zacharem Jefimienko, Michaiłem Kobaliją, Michaelem Roizem, Jurijem Jakowiczem oraz Witalijem Gołodem). W 2008 r. podzielił I m. w Barcelonie (wspólnie z Pablo Lafuente, Diego Di Berardino i Josepem Omsem Pallise), natomiast w 2009 r. zwyciężył w silnie obsadzonym turnieju w Prievidzy. Również w 2009 r. wystąpił (jako jedyny Polak) w turnieju o Puchar Świata, w I rundzie pokonując Borysa Graczewa, ale w II przegrywając z Yu Yangyi. W 2010 r. podzielił I m. (wspólnie z Borysem Graczewem i Bartłomiejem Macieją) w II Międzynarodowym Arcymistrzowskim Turnieju Szachowym im. Unii Lubelskiej w Lublinie. W 2011 r. podzielił I m. (wspólnie z Draganen Šolakiem) w Kawali. W 2012 r. odniósł znaczący sukces, dzieląc I m. (wspólnie z Antonem Korobowem i Pawło Eljanowem) w jednym z najsilniej obsadzonych otwartych turniejów na świecie Aerofłot Open, rozgrywanym w Moskwie. W punktacji dodatkowej był jednak najlepszy i w nagrodę zdobył awans do prestiżowego turnieju Dortmunder Schachtage w Dortmundzie, w którym zajął IX miejsce. W 2013 r. zajął II m. (za Pentalą Harikrishna, wspólnie z Draganem Solakiem i Bu Xiangzhi) w turnieju Master Tournament festiwalu w Biel oraz zdobył w Rodos Klubowy Puchar Europy (w barwach czeskiego zespołu G-Team Novy Bor). W 2014 r. podzielił I m. (wspólnie z Ołeksandrem Moisejenko, Maksimem Matłakowem i Michałem Krasenkowem) w turnieju Moscow Open w Moskwie. W 2015 r. zdobył w Jerozolimie brązowy medal indywidualnych mistrzostw Europy.
Wielokrotny reprezentant Polski w rozgrywkach drużynowych, m.in.:
- siedmiokrotnie na olimpiadach szachowych (w latach 2006, 2008, 2010, 2012, 2014, 2016, 2022); medalista: indywidualnie – złoty (2010 i 2022 – na V szachownicy)[16],
- czterokrotnie na drużynowych mistrzostwach Europy (w latach 2007, 2009, 2011, 2013); medalista: indywidualnie – złoty (2013 – na IV szachownicy)[17],
- dwukrotnie na drużynowych mistrzostwach Europy juniorów do 18 lat (w latach 2002, 2003); medalista: wspólnie z drużyną – srebrny (2003)[18].

Najwyższy ranking w dotychczasowej karierze osiągnął 1 maja 2012 r., z wynikiem 2677 punktów zajmował wówczas 73. miejsce na światowej liście FIDE, jednocześnie zajmując 2. miejsce (za Radosławem Wojtaszkiem) wśród polskich szachistów.
W 2008 r. był jednym z założycieli szachowego czasopisma „Mat”.

## Życie prywatne
Od 2013 r. żoną Mateusza Bartla jest czołowa polska szachistka, arcymistrzyni Marta Przeździecka.